# Integripelta meta
Integripelta meta är en mossdjursart som beskrevs av Seo och Mi-Sook Min 2009. Integripelta meta ingår i släktet Integripelta och familjen Eurystomellidae. Inga underarter finns listade i Catalogue of Life.